# Štark Arena
Štark Arena (tidligere Beograd Arena) (serbisk: Београдска арена / Beogradska arena) er en indendørs multifunktionel arena, som ligger i Beograd, hovedstaden i Serbien.
Arenaen er designet som en universel hal til mange slags sportsbegivenheder, som f.eks. basketball, håndbold, volleyball, tennis og atletik, men også som en hal til kulturelle begivenheder, tv-transmissioner og andre arrangementer. Hallen dækker i alt 48.000 kvadratmeter, og publikumskapaciteten er på op til 20.000 siddepladser. Arenaen er blandt de største indendørsarenaer i Europa. Beograd Arena har blandt andet været værtsted for Eurovision Song Contest 2008 og EM i håndbold 2012.